# Сато, Дзиро
Дзи́ро Са́то (яп. 佐藤 次郎 Сато: Дзиро:, 5 января 1908, префектура Гумма, Япония — 5 апреля 1934, Малаккский пролив) — японский теннисист конца 1920-х — начала 1930-х годов. Третья ракетка мира 1933 года согласно рейтингу газеты Daily Telegraph. Финалист чемпионата Австралии (1932) в смешанном парном разряде и Уимблдонского турнира (1933) в мужском парном разряде, пятикратный полуфиналист турниров Большой четвёрки в одиночном разряде. Капитан сборной Японии в Кубке Дэвиса. Покончил с собой на борту парохода «Хаконэ-Мару» в апреле 1934 года.

## Игровая карьера
В 21 год дебютировав на любительском турнире в Нисиномии, на следующий год Дзиро Сато уже стал финалистом Международного чемпионата Японии, где проиграл Такэити Хараде. В ноябре того же года он выиграл национальное первенство Японии.
В 1931 году Сато впервые посетил Европу. Выиграв два грунтовых турнира в Монако и во Франции и выйдя со сборной Японии в полуфинал Европейской зоны Кубка Дэвиса, он дошёл затем до полуфинала чемпионата Франции, где проиграл в пяти сетах будущему чемпиону Жану Боротра. На Уимблдонском турнире он проиграл в полуфинале, после чего за остаток сезона выиграл 12 турниров на британской земле, добавив к этим победам также титул в Праге. По итогам сезона Сато занял девятое место в традиционном рейтинге лучших теннисистов мира, публикуемом в Daily Telegraph Артуром Уоллисом-Майерсом.
В феврале 1932 года Сато представлял Японию на чемпионате Австралии. В одиночном разряде он победил в первом матче Вивиана Макграта, в полуфинале уступив Гарри Хопману, а в смешанном парном разряде проиграл с австралийкой Мерил О'Хара-Вуд финальный матч Джеку и Марджори Кроуфорд. Вернувшись в Европу, он стал единственным в этот год участником на Уимблдоне, которому удалось выйти в четвертьфинал, не проиграв ни одного сета. В четвертьфинале Сато преподнёс сенсацию, победив действующего чемпиона Сидни Вуда. В полуфинале против Банни Остина, однако, он выглядел собственной бледной тенью. Спустя два месяца, выступая в США, он нанёс в четвертьфинале чемпионата Тихоокеанского Юго-Запада в Лос-Анджелесе поражение обладателю пушечной подачи Эллсуорту Вайнзу, а в полуфинале взял реванш у Остина, проиграв затем в финале другому британцу — Фреду Перри.

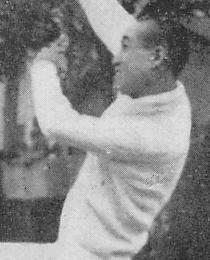

Третий визит Сато в Европу в 1933 году, ради которого японский теннисист прервал занятия в университете Васэда, увенчался выходом в полуфинал как на чемпионате Франции, так и на Уимблдоне, где он к тому же дошёл до финала в мужских парах с Рёсукэ Нунои. Этого успеха японская пара добилась, переиграв в четвертьфинале посеянных третьими Перри и Пата Хьюза, прежде чем проиграть сильнейшей паре мира — Боротра и Жаку Брюньону. В одиночном разряде Сато победил на чемпионате Франции Перри, а на Уимблдоне — Остина, оба раза проиграв Джеку Кроуфорду, едва не завоевавшему в этом сезоне первый в истории Большой шлем. На чемпионате Тихоокеанского Юго-Запада он второй год подряд стал финалистом, а на чемпионате США оступился в четвёртом круге. В Кубке Дэвиса он практически в одиночку разгромил в четвертьфинале Европейской зоны сборную Германии, а в полуфинале победил Кроуфорда, но это была уже ничего не решавшая встреча, так как к этому моменту сборная Австралии уже выиграла матч у японцев (в том числе после поражений Сато в одиночном разряде от Макграта и в паре). В итоговом рейтинге года Сато занял третье место вслед за Кроуфордом и Перри.

### Манера игры
Дзиро Сато осваивал теннисную игру в период, когда в Японии на смену местной форме лаун-тенниса, игравшейся с мягкими резиновыми мячами, не обшитыми фланелью, приходил теннис, в который играли в западном мире. Называющий Сато лучшим теннисистом в истории Японии журналист Sports Illustrated Джон Котрелл пишет, что, в отличие от ведущих японских игроков предыдущего поколения, чья манера игры была приспособлена для мягких мячей (Дзэндзо Симидзу, Такэити Харада), Сато стал первым в стране игроком мирового класса с западным стилем игры. Освоив этот стиль в совершенстве, он играл на равных с лучшими американскими, английскими, французскими и австралийскими мастерами, за короткое время отметившись победами над Фредом Перри, Анри Коше, Джеком Кроуфордом и Эллсуортом Вайнзом.
На корте Сато был образцом джентльменского поведения. Он никогда не оспаривал решения судей, не давая даже заподозрить, что он с ними несогласен. Ему было свойственно лёгким поклоном благодарить соперников за красивую игру. Казалось, что его не огорчают поражения, его невозмутимость ставили в пример начинающим теннисистам, а сам он был чрезвычайно популярен среди коллег.

### Участие в финалах турнировБольшой четвёркиза карьеру (2)

#### Мужской парный разряд (1)
Поражение (1)
| Год  | Турнир              | Партнёр      | Соперники в финале      | Счёт в финале      |
| ---- | ------------------- | ------------ | ----------------------- | ------------------ |
| 1933 | Уимблдонский турнир | Рёсукэ Нунои | Жан Боротра Жак Брюньон | 6-4, 3-6, 3-6, 5-7 |

#### Смешанный парный разряд (1)
Поражение (1)
| Год  | Турнир              | Партнёр          | Соперники в финале              | Счёт в финале |
| ---- | ------------------- | ---------------- | ------------------------------- | ------------- |
| 1932 | Чемпионат Австралии | Мерил О'Хара-Вуд | Марджори Кроуфорд Джек Кроуфорд | 8-6, 6-8, 3-6 |

## Самоубийство
В то время как все вокруг восхищались успехами Сато и прочили ему ещё бо́льшие достижения в будущем (в Японии даже планировался национальный праздник, намеченный на день, когда он выиграет Уимблдон), сам Дзиро испытывал жестокие сомнения в своих способностях. Именно поэтому ему тяжело было переносить возлагавшиеся на него большие надежды, поскольку он был уверен, что не сможет их оправдать, потеряв тем самым лицо. Весной 1934 года, во время своей четвёртой поездки в Европу, где ему предстояло вновь играть на чемпионате Франции и Уимблдоне и защищать цвета национальной сборной в Кубке Дэвиса, Сато предпринял попытку отказаться, заявив, что, даже добравшись до Европы, будет не в состоянии играть. На пароходе он жаловался на потерю аппетита и боли в желудке. При медицинском осмотре в Сингапуре у него были диагностированы желудочные спазмы чисто нервной природы, и под давлением японского консула в Сингапуре и Ассоциации лаун-тенниса Японии он был вынужден продолжить путь.
На пути из Сингапура в Пинанг пароход «Хаконэ-Мару», на борту которого находился Сато, шёл Малаккским проливом. Сато не выходил из каюты, пока его товарищи по команде развлекались в главном салоне лайнера. Поздним вечером 5 апреля сосед Сато по каюте Дзиро Ямагиси обнаружил его исчезновение. Сато оставил в каюте две записки. Первая была адресована товарищам по команде; в ней Сато писал, что был обеспокоен своим здоровьем и считал, что принесёт команде не пользу, а только проблемы и заботы. Он желал коллегам успеха, просил их сделать всё возможное и обещал, что духом будет с ними на корте. Второе письмо было оставлено для капитана «Хаконэ-Мару», и в нём Сато просил прощения за неудобства и плохую рекламу, которые вызовет его предстоящий поступок. Позже было обнаружено исчезновение двух тяжёлых ручек от ворота судовой шлюпбалки и шнура для скакалки, которую японская команда судна использовала во время тренировок; очевидно, Сато использовал всё это как груз, чтобы гарантировать свою смерть в море. После безрезультатных семичасовых поисков в Японию была отправлена радиограмма о самоубийстве Дзиро Сато, а на пароходе организована коллективная молитва за его душу.
Считается, что непомерный груз ответственности за престиж японского спорта, лежавший на плечах его лучшего представителя, привёл к страху потери чести. Сато, дороживший честью и бывший патриотом Японии, не справился с психологической нагрузкой. Однако Джон Котрелл выделяет ещё одну возможную причину. В 1933 году Сато сделал предложение своей партнёрше по игре в миксте Санаэ Окаде. Свадьба была назначена на 1935 год, когда Сато, как предполагалось, закончит учёбу в университете Васэда, но возникла неожиданная проблема: Санаэ была единственным ребёнком в семье. В таких случаях японская традиция требует, чтобы муж взял фамилию жены, таким образом предотвращая исчезновение родовой фамилии. Однако многие родственники Сато, гордые собственной фамилией, возражали против такого шага, и таким образом, вполне вероятно, он оказался перед неразрешимой дилеммой — расторгнуть помолвку или оскорбить свой род. Любой из этих вариантов для человека с японскими понятиями о чести был невозможен, и это, вероятно, также усилило охватившую Сато перед самоубийством депрессию.
Потрясённые смертью Сато современники не могли поверить, что такой человек мог покончить с собой. По словам Банни Остина, Сато всегда выглядел как последний человек в мире, от которого можно было ожидать самоубийства; Фред Перри назвал его «одним из самых весёлых людей, которых я когда-либо знал», и отметил его прекрасное чувство юмора; товарищ Сато по команде Рюки Мики, сменивший его на посту капитана сборной, отмечал, что Сато любил шутить и вызывать смех окружающих.